# Sarah Docterová
Sarah Beth Docterová (* 10. května 1964 Madison, Wisconsin), provdaná Williamsová, je bývalá americká rychlobruslařka.
V roce 1979 se zúčastnila jak Mistrovství světa juniorů, tak seniorského Mistrovství světa ve víceboji. Startovala na Zimních olympijských hrách 1980 (500 m – 23. místo, 1000 m – 14. místo, 1500 m – 13. místo, 3000 m – 10. místo). Téhož roku získala na Mistrovství světa juniorů stříbro, o rok později juniorský šampionát vyhrála. V roce 1981 také vybojovala bronzovou medaili na Mistrovství světa ve víceboji. Poslední závody absolvovala v roce 1982, kdy byla na vícebojařském světovém šampionátu pátá.
Její sestra Mary Docterová byla rovněž rychlobruslařkou.